# Scettro

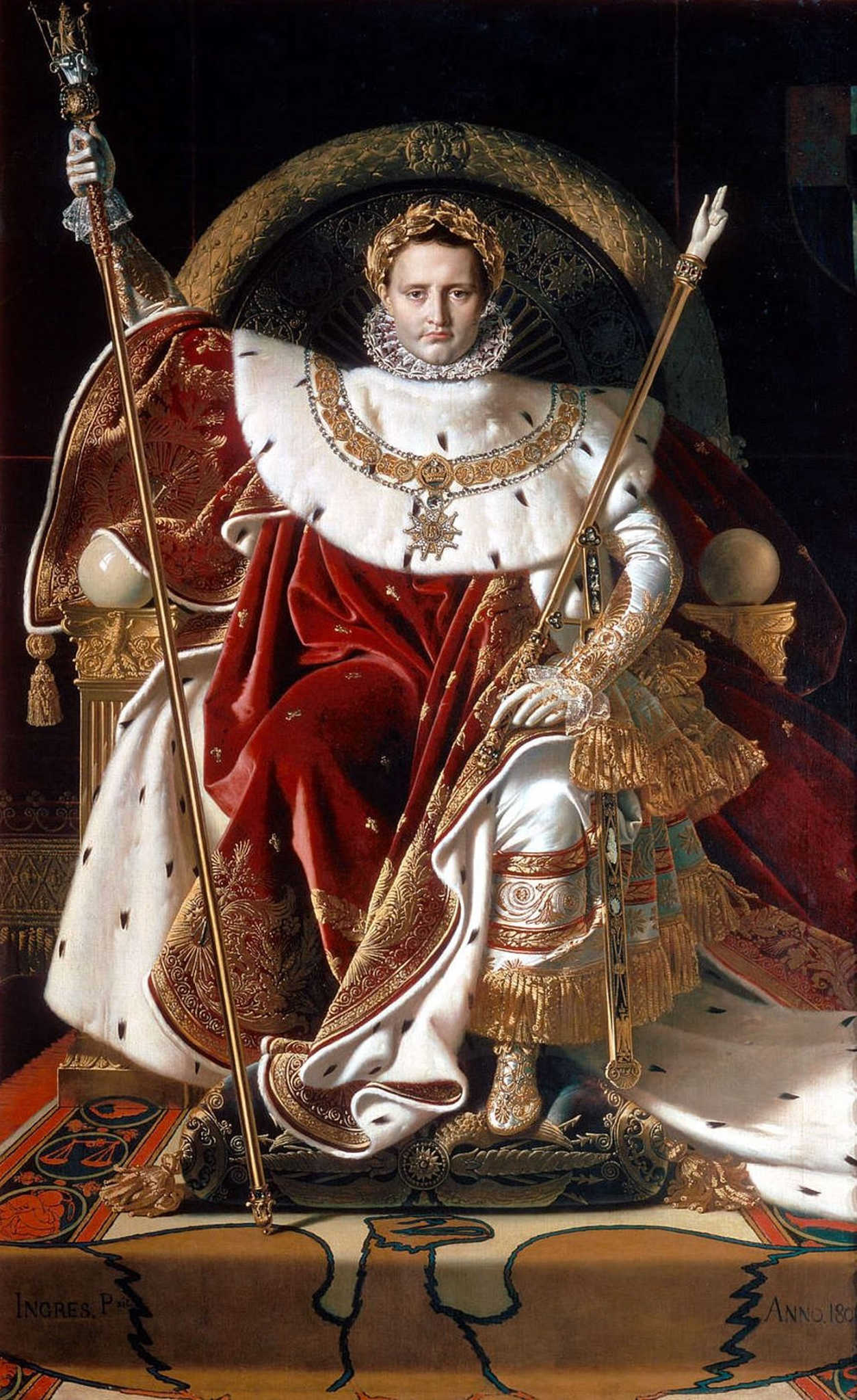
Napoleone I sul trono imperiale, opera di Ingres (1806)

Lo scettro è un bastone cerimoniale riccamente decorato, simbolo di un'autorità sovrana.
Il termine deriva dal greco antico σκῆπτρον skḕptron e dal latino sceptrum, ossia “bastone per appoggiarsi” (o semplicemente “bastone”). Nel costume campagnolo veniva adoperato dai pastori per guidare il gregge; lo scettro divenne poi il mezzo di espressione della supremazia del monarca, visto come “pastore di popoli”.

## Caratteristiche
Lo scettro è di per sé un oggetto a forma di asta lunga e ornata; solitamente è decorato con metalli pregiati affiancati da pietre preziose, spesso pieno da simboli (globo, corona, croce, aquila, mano benedicente, ecc...), utilizzato per indicare il “potere di colpire” di chi lo reca e quindi, in generale, quale simbolo di potere. Un altro significato dello scettro ha probabilmente origine nelle prime civiltà contadine dell'antichità, derivando dallo strumento utilizzato per la misura dei campi, rappresentando quindi comunque un aspetto decisionale. Per tale motivo esso è attributo tipico delle divinità, dei sacerdoti, dei sovrani, dei comandanti militari e dei magistrati. Per estensione il termine passa quindi spesso ad indicare l'ufficio stesso che a tali soggetti compete.
Nella Repubblica Italiana lo scettro permane quale simbolo di potere, attraverso l'esposizione nelle cerimonie d'inaugurazione dell'anno giudiziario nei vari tribunali, di grandi mazze cerimoniali dorate deposte su un cuscino al centro dell'aula a simboleggiare il potere giudiziario. Esso è inoltre presente nello stemma di svariate istituzioni e per questo ve ne sono degli esemplari che vengono esibiti durante delle cerimonie solenni; un esempio sono le mazze presenti nello stemma dell'Università di Pavia, che vengono trasportate in processione davanti al rettore nel corso della cerimonia d'inaugurazione dell'anno accademico.

### Esempi
- Scettri egizi: daghe dell'Antico Egitto spesso apparse in reliquie, opere d'arte e geroglifici associati alla religione. Talvolta assumevano anche le funzioni di un amuleto.
- Lituo: bastone ricurvo utilizzato dagli auguri in epoca romana per verificare il responso degli dèi riguardo ad una data questione.
- Ferula: anticamente portato dai partecipanti dei misteri dionisiaci. Nei culti cristiani è il pastorale portato da papi, patriarchi e vescovi che accettano la successione apostolica.
- Scettro di sant'Edoardo: creato per Carlo II d'Inghilterra e attualmente conservato tra i gioielli della corona presso la torre di Londra: reca la stella d'Africa, il più grande diamante tagliato del mondo (530 carati).[3]
- Scettro di Inanna: descritto nel mito sumero della dea Inanna, avente l'aspetto di una “misura di lapislazzuli” per la definizione dei campi.

## Galleria d'immagini

Bandiera montenegrina, l'unica nel mondo che raffigura uno scettro
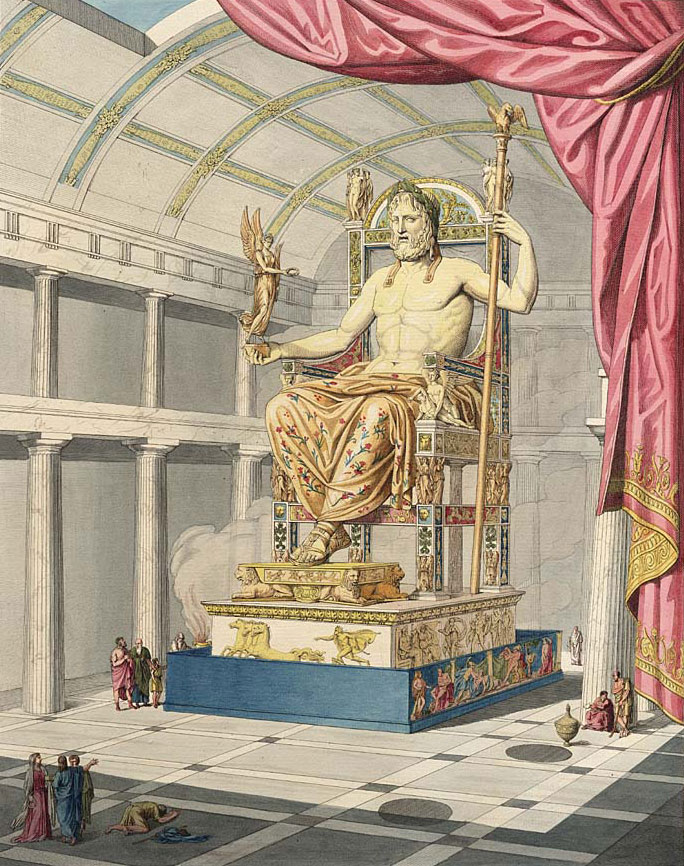
Statua di Zeus a Olimpia, illustrata da Quatremère de Quincy (1815)
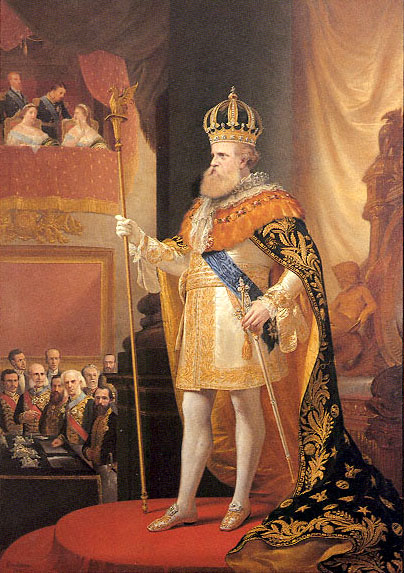
Pietro II del Brasile, opera di Pedro Américo (1872)
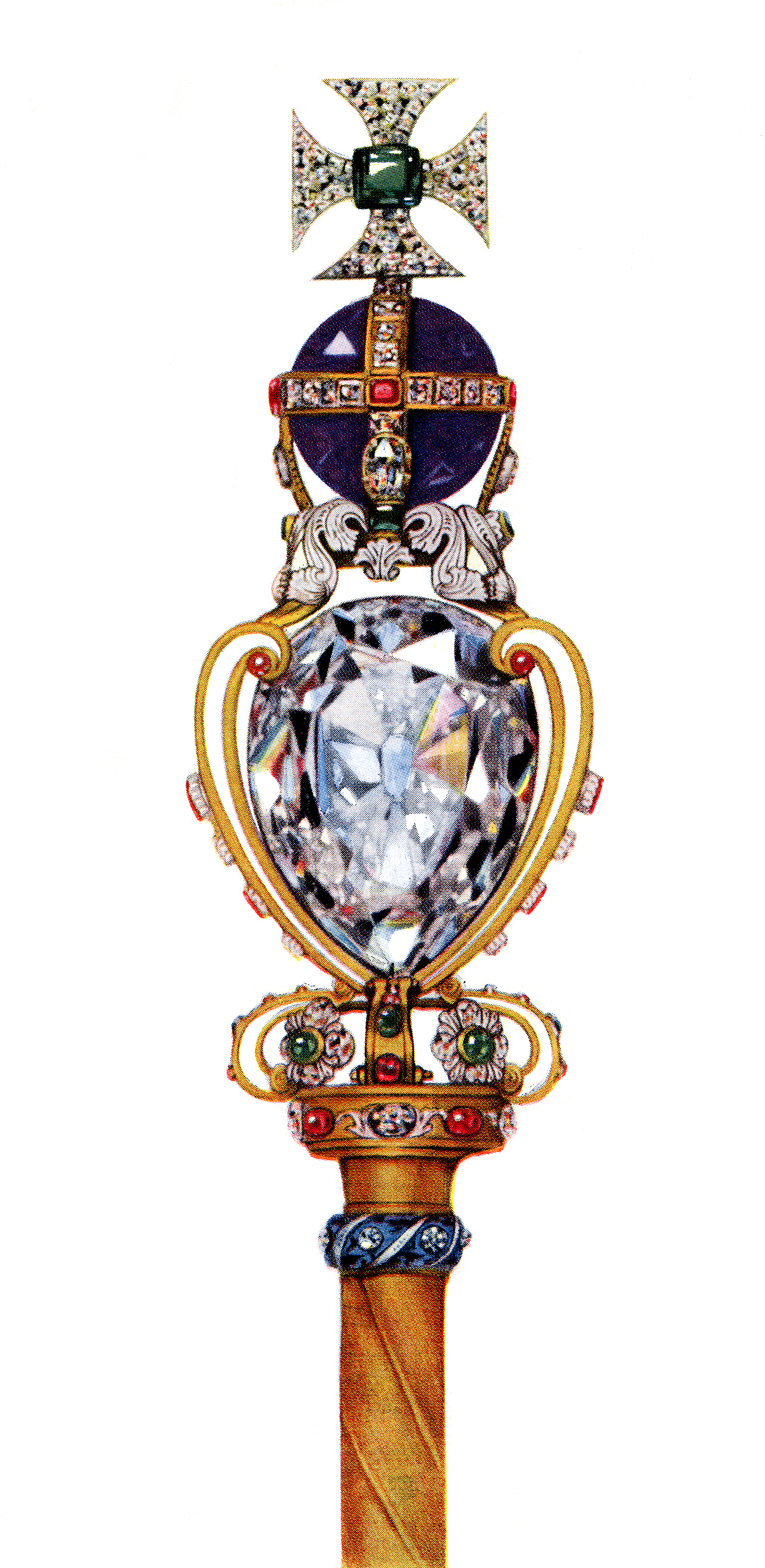
Pinnacolo dello scettro di sant'Edoardo
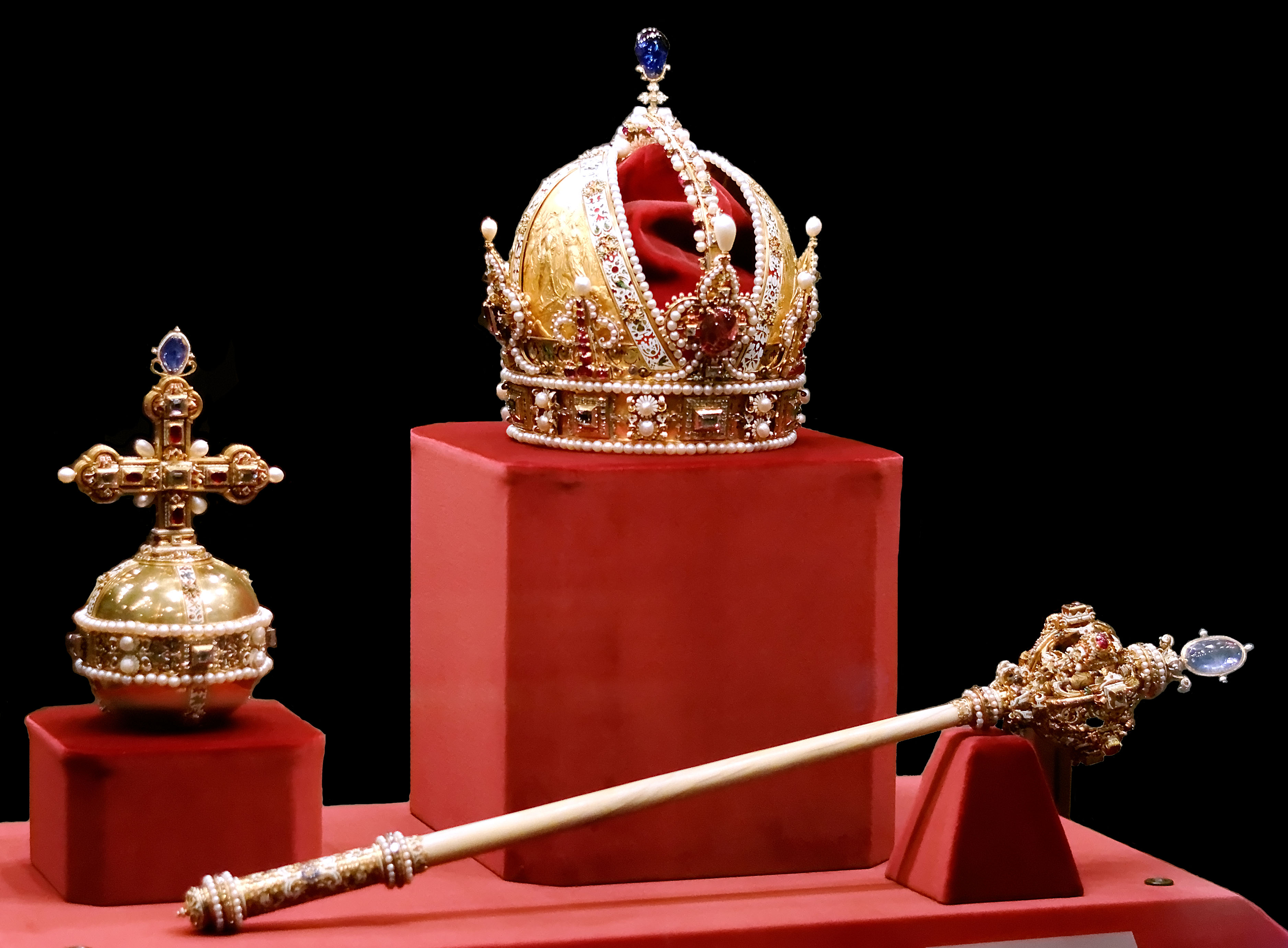
Gioielli della Corona austriaca conservati nel palazzo Hofburg di Vienna
Rappresentazione di un faraone egizio con un lungo scettro
Scettro e flagello del faraone